# تيلا سانتوس
تيلا سانتوس (بالبرتغالية: Taila Santos؛ مواليد 22 يونيو 1993) هي مُقاتلة فنون قتالية مختلطة برازيلية.

## وصلات خارجية
- تيلا سانتوس على موقع يو إف سي (الإنجليزية)
- تيلا سانتوس على موقع شيردوغ (الإنجليزية)
- تيلا سانتوس على موقع Tapology.com (الإنجليزية)
- تيلا سانتوس على موقع فايت ماتريكس (الإنجليزية)
- تيلا سانتوس على موقع إي إس بي إن (الإنجليزية)